# Byron Scott
Byron Antom Scott (28 de març de 1961) és un ex entrenador i jugador professional de bàsquet nord-americà.
Va entrenar per última vegada als Los Angeles Lakers de la National Basketball Association (NBA). Com a jugador, Scott va guanyar tres campionats de l'NBA amb els Lakers durant la seva era Showtime als anys vuitanta.

## Infantesa i carrera universitària
Scott va créixer a Inglewood, Califòrnia, i va jugar a l'escola secundària Morningside, a l'ombra del que llavors era el fòrum dels Lakers, The Forum. Va jugar a bàsquet universitari a la Arizona State University durant tres anys i va tenir una reeixida carrera amb els Sun Devils. Va ser Pac-10 estudiant de primer any de l'any 1980 i primer equip All-Pac-10 el 1983. Va fer una mitjana de 17,5 punts per partit en la seva carrera dels Sun Devils. Va marxar després del seu primer any, entrant al draft de l'NBA del 1983. El 2011, el seu número 11 va ser retirat pels diables de l'estat d'Arizona State.

## Carrera professional

### NBA
Seleccionat pels San Diego Clippers a la primera ronda, amb la quarta selecció del draft de l'NBA del 1983, Scott va ser canviat als Los Angeles Lakers el 1983 a canvi de Norm Nixon. Durant la seva carrera com a jugador, Scott es va adaptar als Lakers, Indiana Pacers i Vancouver Grizzlies. Scott va ser un jugador clau per als Lakers durant l'era Showtime, sent titular al costat de Magic Johnson, James Worthy, Kareem Abdul-Jabbar i A. C. Green. Va jugar als Lakers durant 10 temporades consecutives (1983-1993). Durant aquest temps va formar part de tres equips del campionat de l'NBA (1985, 1987, 1988). Com a novell, Scott formava part de l'equip complet del 1984, amb una mitjana de 10,6 PPG en 22 MPG. Va dirigir l'NBA en un percentatge de tres gols de camp (.433) entre 1984-85. El 1987–88, Scott va gaudir de la seva millor temporada, liderant el campió de l'NBA Lakers en anotació, amb una mitjana de 21,7 punts per carrera i en robatoris (1,91 punt). Va ser el primer escut dels Lakers des del 1984 fins al 1993. El 1996-1997, l'últim any de carrera de Scott a l'NBA, va tornar als Lakers i va demostrar ser un valuós mentor per a un equip amb Shaquille O'Neal, Eddie Jones, Nick Van Exel i el debutant de 18 anys Kobe Bryant (Scott seria l'entrenador de Bryant als Lakers cap al final de la carrera d'aquest últim).

### Panathinaikos
A l'estiu de 1997, Scott va signar amb l'equip Panathinaikos de la Greek Basket League per a la temporada 1997–98. Aquella temporada, va jugar amb el Panathinaikos a la FIBA Saporta Cup (coneguda llavors com la FIBA EuroCup), la competició europea de segon nivell després de l'EuroLeague de primer nivell i a la Greek Basket League. A la temporada 1997–98 de la Copa Saporta, va obtenir una mitjana de 13,4 punts, 2,4 rebots, 2,1 assistències i 1,1 robatoris, en 25,6 minuts per partit, en 17 partits jugats.
Scott va ajudar a dirigir el seu equip cap al campionat de la Lliga de Basket amb la seva puntuació en molts partits crucials. A la temporada 1997–98 de la Greek Basket League, va fer una mitjana de 17,6 punts, 2,8 rebots, 2,3 assistències i 1,3 robatoris per partit, en 33,7 minuts per partit, en 34 partits jugats. Després d'una temporada amb els campions de la Lliga Basket Basket, Scott es va retirar de jugar a bàsquet professional i va començar la seva carrera com a entrenador.

## Carrera d'entrenador

### Sacramento Kings
Scott va començar la seva carrera com a entrenador a l'NBA el 1998, quan va començar la primera de dues temporades com a ajudant als Sacramento Kings. Es va especialitzar en l'ensenyament del tir perimetral durant el seu mandat amb els Kings i va ajudar a conduir l'equip a un percentatge de tir excel·lent de tres punts durant un parell de temporades de playoffs.

### New Jersey Nets
El 2000, Scott es va fer càrrec d'un equip de New Jersey Nets que lluitava. El seu equip va tenir un mal rendiment en el seu primer any, però això va canviar la temporada 2001-02 amb l'arribada de Jason Kidd, ja que els Nets assolien un rècord de franquícies de 52 victòries. En el procés, van guanyar la seva primera corona de la divisió atlàntica i van aparèixer a les seves primeres finals de l'NBA contra els Los Angeles Lakers. Tot i perdre la sèrie del campionat contra LA, Scott va tornar a entrenar l'equip durant una altra temporada reeixida durant la campanya 2002-03, portant de nou l'equip a les finals de l'NBA, però perdent una vegada més, aquesta vegada contra els San Antonio Spurs. Nova Jersey va augmentar per dobles xifres en el sisè partit, però els Spurs van reforçar la seva defensa, que va guanyar el partit i el campionat.
Scott va ser acomiadat durant la temporada 2003-04, ja que Nova Jersey tenia un decebedor rècord de 22-20 en arribar al descans de l'All-Star, tot i que dirigien la seva divisió en el moment de la seva destitució. Els rumors sobre una ruptura entre Scott i Kidd van circular per mitjans de comunicació, amb fonts presumptament afirmant que Kidd volia Scott fora de Jersey. Totes les parts, inclòs el llavors director general de Nets, Rod Thorn, van negar els informes. Scott va afirmar que estava "molt sorprès" per l'informe i que ell i Kidd "sempre es portaven bé".
El va succeir el seu ajudant Lawrence Frank. Mentre entrenava els Nets, Scott vivia a Livingston, Nova Jersey.

### New Orleans Hornets
Scott es va convertir en l'entrenador principal dels Hornets de Nova Orleans el 2004. Chris Paul va ser seleccionat per l'equip el 2005 i va ser nomenat Rookie de l'Any. En les temporades 2005-2006 i 2006-07, va guiar l'equip cap a un parell de temporades sub. 500. Un dels obstacles va ser que l'equip va jugar la majoria dels seus partits a casa a Oklahoma City a causa de la devastació de l'huracà Katrina a Nova Orleans.
La temporada 2007-08, Scott va guanyar la seva primera temporada com a entrenador en cap dels Hornets. Tenien un percentatge guanyador de .683 amb un registre de 56-26. Es van convertir en campions de la Divisió Sud-oest i van acabar 2n a la general a la Conferència Oest. Scott va ser nomenat entrenador principal de l'equip de les estrelles de la Conferència Oest del 2008 i, pocs mesos després, va rebre el premi d'entrenador de l'any de l'NBA 2007-08. A causa del seu èxit, els Hornets van atorgar a Scott una extensió de dos anys.
Els Hornets van obtenir un rècord de 30–11 a casa i un rècord de 26–15 a la carretera i van aconseguir el segon cap de sèrie en els Playoffs de la Conferència Oest. Els Hornets van guanyar la seva primera sèrie de ronda contra els Dallas Mavericks, publicant un rècord de 4-1 per a la sèrie. Continuarien enfrontant-se amb el defensor del campió San Antonio Spurs a les semifinals de la conferència. Una tendència insòlita de sortides de camp a casa marcaria la sèrie fins al partit decisiu 7, quan el veterà Spurs aconseguiria una victòria de 91-82 a la pista local de Hornets. La victòria va suposar la victòria número 100 dels playoffs per a l'entrenador dels Spurs, Gregg Popovich.
La temporada 2008-09, els Hornets van acabar 49-33 i van entrar als playoffs com a setè cap de sèrie. Es van enfrontar als Denver Nuggets a la primera ronda, perdent després de cinc jocs brutals, incloent una derrota de 58 punts en el joc 4, que va empatar el pitjor marge de derrota en la història de la postemporada de l'NBA. Scott va ser rellevat de les seves funcions d'entrenador principal dels Hornets el 12 de novembre de 2009, després d'un inici de 3 a 6. Va ser esmentat com a candidat a diversos treballs d'entrenador de l'NBA, inclosos els Chicago Bulls.
Després del seu acomiadament, va servir breument com a analista d'estudi de l'NBA a ESPN.

### Cleveland Cavaliers
L'1 de juliol de 2010, Scott va ser nomenat entrenador principal dels Cleveland Cavaliers, uns dies abans que l'equip perdés l'estrella LeBron James davant Miami Heat. Durant la primera temporada de Scott al capdavant dels Cavaliers, va veure com el seu equip suportava una ratxa de derrotes de 26 partits, que aleshores era la ratxa més llarga de la història de l'NBA. Scott es va reunir amb el baró Davis (a qui va entrenar amb els Hornets) quan un comerç a mitja temporada va portar Davis a Cleveland i va ajudar els Cavaliers a tancar la temporada amb diverses victòries, incloent una victòria molesta de 102-90 sobre LeBron James i el Miami Heat, cosa que va assegurar que Cleveland no tingués el pitjor registre de la lliga al final de la temporada.
Cleveland va utilitzar la seva primera selecció general per a la selecció de Kyrie Irving, que es va convertir en el segon guardià que Scott va entrenar al premi Rookie of the Year. La seva segona temporada a Cleveland els va mostrar una millora en un calendari de 66 partits reduït.
El 18 d'abril de 2013, Scott va ser acomiadat per la direcció de Cleveland Cavaliers. Tot i que els Cavaliers es van classificar en els cinc partits inferiors de la lliga en eficiència defensiva en cadascuna de les seves tres temporades, els analistes es van sorprendre de l'acomiadament donades les joves i sovint lesionades plantilles de l'equip. Irving i altres jugadors de Cavaliers van expressar la seva decepció pel tret.

### Los Angeles Lakers
Scott va passar la temporada 2013-14 com a analista de televisió dels Lakers a Time Warner Cable SportsNet. Després de la temporada, va ser el primer en convertir-se en el nou entrenador dels Lakers. Scott va entrevistar-se tres vegades per al càrrec, que havia quedat vacant després de la dimissió de Mike D'Antoni. El 28 de juliol de 2014 va signar un contracte de diversos anys per entrenar els Lakers.
Amb la reconstrucció de l'equip el 2014–15, Scott va acabar la seva primera temporada com a entrenador dels Lakers amb un registre de 21–61. Al draft de l'NBA del 2015, els Lakers van seleccionar D'Angelo Russell, el punta d'Ohio State, amb la segona selecció general. Els Lakers van acabar la pitjor franquícia entre 17 i 65 en 2015-16, l'última temporada de Kobe Bryant abans de retirar-se. Va ser la cinquena temporada consecutiva de la carrera d'entrenador de Scott que el seu equip va acabar últim a la seva divisió. El 24 d'abril de 2016, els Lakers no van exercir la seva opció sobre el contracte de Scott per a la temporada següent i decidiren canviar d'entrenador. El seu registre de 38–126 (.232) amb l'equip va ser el pitjor dels 16 entrenadors que havien dirigit la franquícia durant almenys dues temporades.

## Vida personal
L'organització sense ànim de lucre de Scott, The Byron Scott Children's Fund, ha recaptat més de 15 milions de dòlars durant l'última dècada, amb els ingressos destinats a diverses organitzacions benèfiques infantils. [Cita necessària] aparegut a ESPN.
Scott i la seva exdona, Anita, tenen dos fills. El juny de 2013, Scott i Anita es van separar i el març de 2014 va sol·licitar el divorci després de 29 anys de matrimoni a causa de diferències irreconciliables. [28] L'11 de juliol de 2020, Scott es va casar amb Cece Gutiérrez, una infermera registrada i membre del repartiment del reality de VH1 "Basketball Wives".